# Ludwig H. Hildebrandt

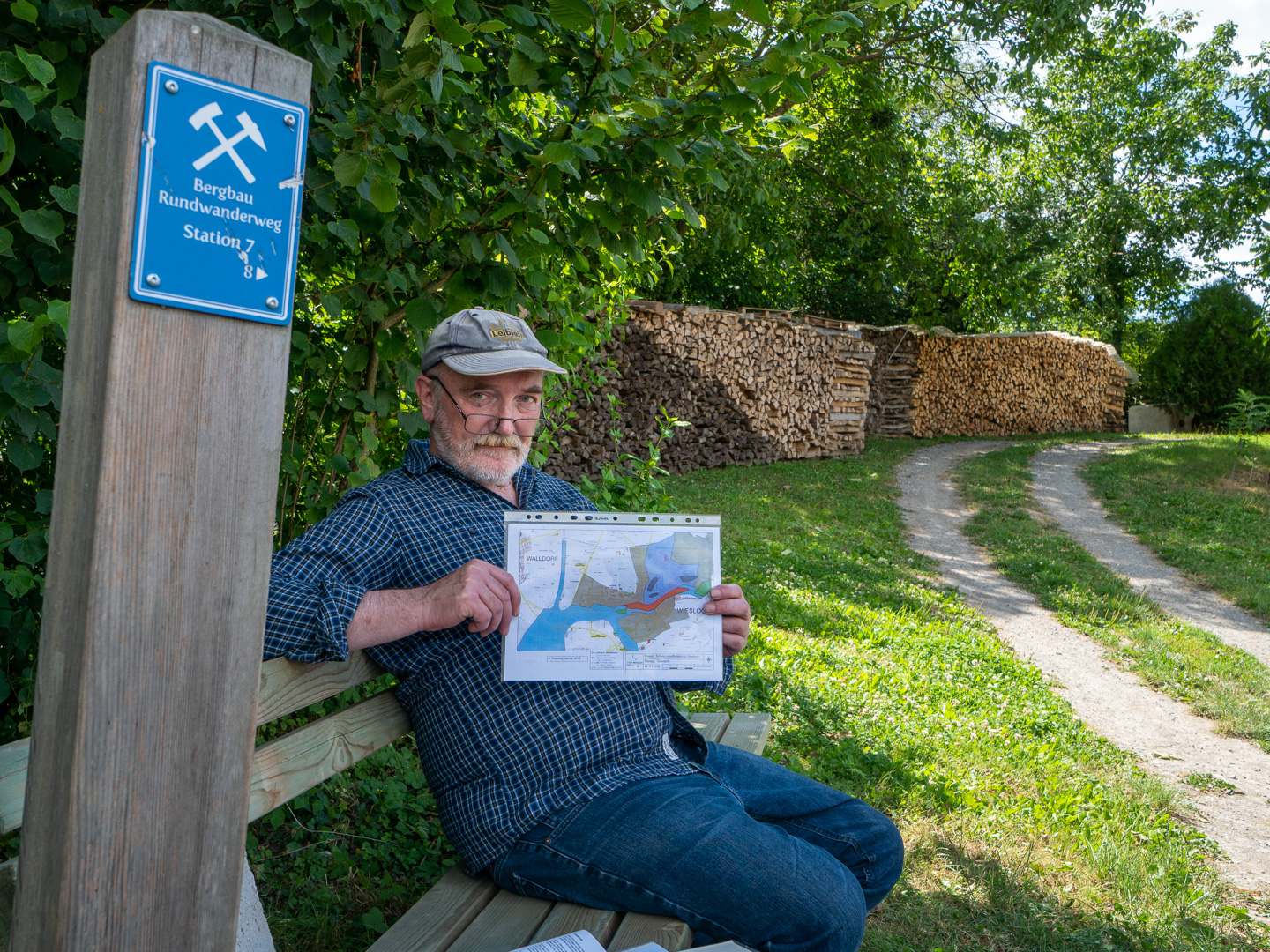
Ludwig H. Hildebrandt auf einer Exkursion der Universität Heidelberg im Juli 2020

Ludwig H. Hildebrandt (geboren am 27. Januar 1957 in Frankfurt am Main) ist ein deutscher Geologe und Heimatforscher. Er lebt und arbeitet in Wiesloch.

## Leben
Hildebrandt wurde in 1957 in Frankfurt am Main geboren, zog dann im Alter von vier Jahren mit seinen Eltern nach Wiesloch, wo er seither lebt. Er studierte ab 1977 Geologie an der Universität Heidelberg, am dortigen Institut für Sedimentologie wurde er 1988 mit einer Arbeit zu schwermetallbelasteten Böden als Folge des mittelalterlichen Bergbaus in Wiesloch promoviert. Er betreibt in Wiesloch ein Büro für Denkmalpflege und Umweltschutz und engagiert sich ehrenamtlich, etwa beim Heimatmuseum der Stadt oder bietet Führungen an.

## Wirken

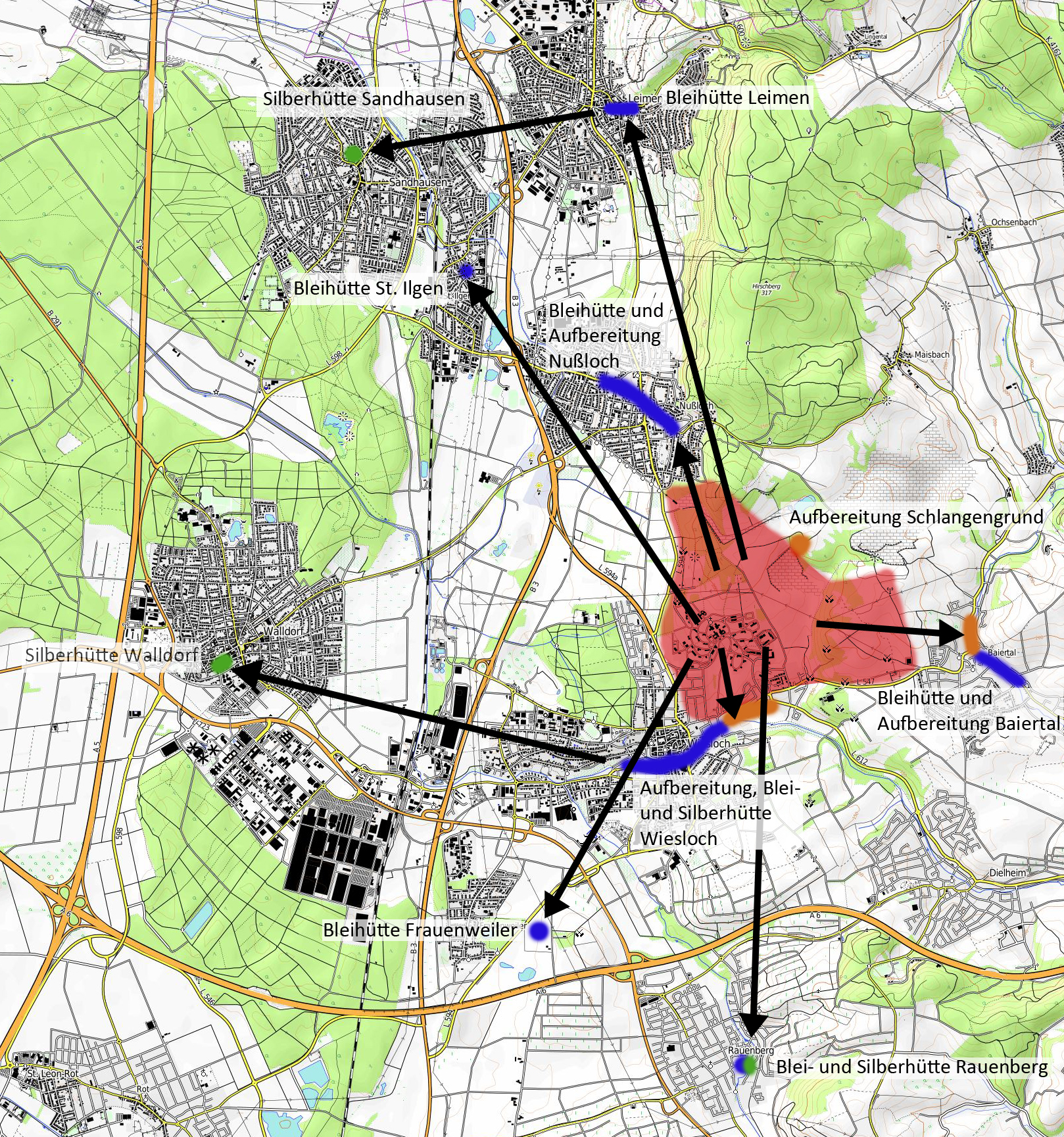
Das System des mittelalterlichen Bergbaus rund um Wiesloch

Mit seinen Forschungen konnte Hildebrandt die Existenz eines Systems der Weiterverarbeitung der in Wiesloch geförderten Blei- und Zinkerze mit Gewinnung von Silber in den Nachbarorten Nußloch, Leimen und Sandhausen nachweisen. 1979 begann Hildebrandt damit, archäologische Notbergungen zu betreuen, in der Folge wurde er 1989 zum ehrenamtlichen Denkmalpfleger für seinen Heimatbezirk ernannt. 1995 wurde er zum Juror für den Bereich Geo- und Raumwissenschaften bei Jugend forscht berufen.
Hildebrandt veröffentlicht regelmäßig in verschiedenen Fachpublikationen. Neben der Geschichte des Bergbaus beschäftigt er sich hier inhaltlich unter anderem mit Archäologie, der römerzeitlichen und mittelalterlichen Geschichte, Wüstungen, alten Urkunden, Münzen und Siegeln, Genealogie des niederen Adels oder Burgen, geographisch neben Wiesloch auch mit den angrenzenden Gebiete des Kraichgaus, Odenwalds und der Oberrheinischen Tiefebene.

## Schriften (Auswahl)
- Schwermetallbelastungen durch den historischen Bergbau im Raum Wiesloch. Wiesloch 1996, Digitalisat als Handbuch Boden, Band 7., herausgegeben von der Landesanstalt für Umwelt Baden-Württemberg, PDF-Datei, 8,7 MB
- als Herausgeber.: Archäologie und Wüstungsforschung im Kraichgau. Heimatverein Kraichgau, Sonderband 18, 1997, ISBN 3-929366-34-7
- Der Bergbau-Rundweg am Kobelsberg. Wiesloch o. J., „Bergbau Rundwanderweg Wiesloch-Baiertal“, Wanderung basierend auf dieser Veröffentlichung auf komoot
- Zusammenstellung aller Veröffentlichungen von Ludwig H. Hildebrandt in der Landesbibliographie Baden-Württemberg online (Württembergische/Badische Landesbibliothek)
- Ottmar Stab. In: Biographisch-Bibliographisches Kirchenlexikon (BBKL). Band 24, Bautz, Nordhausen 2005, ISBN 3-88309-247-9, Sp. 1398–1404 (Artikel/Artikelanfang im Internet-Archive).

## Ehrungen
- 2008: Bundesverdienstkreuz am Bande
- 2016: Bürgermedaille der Stadt Wiesloch